# Новый Путь (ЗАТО Железногорск)
Но́вый Путь — посёлок в городском округе ЗАТО Железногорск Красноярского края России.

## География
Посёлок находится около одноимённого озера, на расстоянии 10 км к югу города Железногорск, административного центра района, и 10 км к северо-востоку от города Сосновоборск.

## Население
| 1989 | 2002 | 2010 |
| ---- | ---- | ---- |
| 655  | ↗696 | ↗734 |

## Транспорт
Посёлок связан с Железногорском автобусным маршрутом № 28.